# Brazil International 2008
Die Brazil International 2008 (auch São Paulo International 2008 genannt) im Badminton fanden vom 11. bis zum 14. Oktober 2008 in São Paulo statt.

## Sieger und Platzierte
| Disziplin    | Gold                                  | Silber                           | Bronze                              |
| ------------ | ------------------------------------- | -------------------------------- | ----------------------------------- |
| Herreneinzel | Kevin Cordón                          | Andrés Corpancho                 | Martín del Valle                    |
| Herreneinzel | Kevin Cordón                          | Andrés Corpancho                 | Antonio de Vinatea                  |
| Dameneinzel  | Cristina Aicardi                      | Alejandra Monteverde             | Katherine Winder                    |
| Dameneinzel  | Cristina Aicardi                      | Alejandra Monteverde             | Mariana Arimori                     |
| Herrendoppel | Andrés Corpancho Bruno Monteverde     | Lucas Araújo Paulo von Scala     | Andrés López Lino Muñoz             |
| Herrendoppel | Andrés Corpancho Bruno Monteverde     | Lucas Araújo Paulo von Scala     | Antonio de Vinatea Martín del Valle |
| Damendoppel  | Cristina Aicardi Alejandra Monteverde | Katherine Winder Claudia Zornoza | Mariana Arimori Carolina Settani    |
| Damendoppel  | Cristina Aicardi Alejandra Monteverde | Katherine Winder Claudia Zornoza | Yasmin Cury Marina Eliezer          |
| Mixed        | Bruno Monteverde Claudia Zornoza      | Lucas Araújo Roberta Angi        | Guilherme Kumasaka Fabiana Silva    |
| Mixed        | Bruno Monteverde Claudia Zornoza      | Lucas Araújo Roberta Angi        | Luis Martin Thayse Cruz             |